# Chorey-les-Beaune
Chorey-les-Beaune is een gemeente in het Franse departement Côte-d'Or (regio Bourgogne-Franche-Comté) en telt 516 inwoners (1999). De plaats maakt deel uit van het arrondissement Beaune.

## Geografie
De oppervlakte van Chorey-les-Beaune bedraagt 5,6 km², de bevolkingsdichtheid is 92,1 inwoners per km².
De onderstaande kaart toont de ligging van Chorey-les-Beaune met de belangrijkste infrastructuur en aangrenzende gemeenten.

## Demografie
Onderstaande figuur toont het verloop van het inwonertal (bron: INSEE-tellingen).